# Hipokratova zakletva
Hipokratova zakletva (lat. Corpus Hipocraticum) nastala je u Staroj Grčkoj između 5. i 3. stoljeća pr. Kr., te je ona u našoj kulturi izvorna točka svih liječničkih zakletvi i kodeksa. Radi se o 59 djela u kojima se govori o tadašnjim etičkim aspektima medicinskog rada. Hipokratova je zakletva njihova okosnica, kao i uzor za sastavljanje budućih liječničkih zakletvi.
"Kunem se Apolonom liječnikom, Asklepijem; Higijejom i Panakejom, svim bogovima i božicama, zovući ih za svjedoke, da ću po svojim silama i savjesti držati ovu zakletvu i ove obveze. Stoga ću učitelja ovoga umijeća štovati kao svoje roditelje, njegovu ću djecu držati svojom braćom, a budu li htjeli učiti ovu umjetnost, puočavat ću ih bez ugovora i bez plaće. Puštat ću da sudjeluju kod predavanja i obuke i u svem ostalom znanju moja djeca i djeca moga učitelja. Učit ću i đake koji se budu ugovorom obvezali i ovom zakletvom zakleli, ali nikoga drugoga. Svoje propise odredit ću po svojim silama i znanju na korist bolesnika i štitit ću ga od svega što bi mu moglo škoditi ili nanijeti nepravdu. Nikome neću, makar me za to i molio, dati smrtonosni otrov, niti ću mu za nj dati savjet. Isto tako neću dati ženi sredstvo za pometnuće ploda. Isto ću i pobožno živjeti i izvršavati svoju umjetnost. Neću operirati mokraćne kamence, nego ću to prepustiti onima koji se time bave. U koju god kuću stupim, radit ću na korist bolesnika, kloneći se hotimičnog oštećivanja, a osobito zavođenja žena i muškaraca, robova i slobodnih. Što po svojem poslu budem saznao ili vidio, pa i inače, u saobraćaju s ljudima, koliko se ne bude javno smjelo znati, prešutjet ću i zadržati tajnu. Budem li održao ovu zakletvu i ne budem li je prekršio, neka mi bude sretan život i ugled ljudi do u daleka vremena; prekršim li ovu zakletvu i zakunem li se krivo, neka me zadesi protivno."
Ženevska deklaracija jest dokument koji je u rujnu 1948. godine u Ženevi prihvatila Opća skupština Svjetskog liječničkog udruženja, a predstavlja osuvremenjenu i lakše razumljivu reviziju Hipokratove prisege o liječničkoj posvećenosti humanim ciljevima medicine.
Nakon Ženeve, Liječnička prisega prolazila je brojne dopune i revizije, a posljednja je iz listopada 2017., kada je u Chicagu, SAD, dopunjena na 68. općoj skupštini Svjetskog liječničkog udruženja. Zahvaljujući trudu i angažmanu dr. Eduarda Oštarijaša, prof. Lade Zibar i Hrvatske liječničke komore (HLK) ova posljednja verzija Liječničke prisege prevedena je na hrvatski jezik, sukladno pravilima Svjetskog liječničkog udruženja, koje je nakon cjelokupne procedure odobrilo službeno korištenje teksta hrvatskog prijevoda Liječničke prisege 2020. godine.
"LIJEČNIČKA PRISEGA KAO PRIPADNIK LIJEČNIČKOG ZVANJA:
SVEČANO OBEĆAVAM da ću svoj život posvetiti služenju čovječanstvu;
ZDRAVLJE I DOBROBIT MOG bolesnika bit će mi najvažnija briga;
POŠTOVAT ĆU autonomiju i dostojanstvo svog bolesnika;
UVIJEK ĆU POŠTOVATI ljudski život;
NEĆU DOPUSTITI da bilo kakvo obilježje u pogledu dobi, bolesti ili nemoći, vjere, etničkog podrijetla, roda, narodnosti, političke pripadnosti, rase, spolne orijentacije, klasne pripadnosti ili drugih čimbenika utječe na mene u obavljanju dužnosti prema bolesniku;
POŠTOVAT ĆU tajne koje su mi povjerene, čak i nakon smrti bolesnika;
POSTUPAT ĆU u svom stručnom radu savjesno i dostojanstveno te u skladu s dobrom medicinskom praksom;
NJEGOVAT ĆU čast i plemenite tradicije liječničkog zvanja;
ISKAZAT ĆU dužnu zahvalnost i poštovanje prema svojim učiteljima, kolegama i učenicima;
PODIJELIT ĆU svoja medicinska znanja na dobrobit bolesnika i unaprjeđenja zdravstvene zaštite;
POSVETIT ĆU SE vlastitom zdravlju, dobrobiti i sposobnostima radi pružanja skrbi na najvišoj razini;
NEĆU SE KORISTITI svojim medicinskim znanjima u svrhu kršenja ljudskih prava i građanskih sloboda, čak ni pod prijetnjom;
OVO OBEĆAVAM svečano i slobodno, pozivajući se na svoju čast."
Originalna Hipokratova zakletva sadrži sljedeće najvažnije principe: 
- Zaklinjanje da će se pridržavati ove zakletve.
- Poštovanje i zahvalnost svojim učiteljima.
- Prihvaćanje obaveze plaćanja školarine.
- Obaveze da svoj život podredi u korist bolesniku.
- Odbijanje davanja abortivnih sredstava ženama.
- Obaveza na čist i pobožan život.
- Odbija bavljenje onim za što nije osposobljen.
- Ravnopravnost bolesnika bez obzira na spol i klasu.
- Čuvanje kao tajne sve što vidi i dozna pri liječenju bolesnika.
- Prihvaća nagradu za uspješno ispunjenje ove zakletve i kazne ako pristupi suprotno.

## Vanjske poveznice
- Declaration of Geneva  Arhivirana inačica izvorne stranice od 24. svibnja 2022. (Wayback Machine)
- Hippocratic Oath - klasična verzija (engl.)
- Hippocratic Oath - moderna verzija (engl.)